# Баянтес
Баянтес (монг. Баянтэс) — з 1924 року сомон Завханського аймаку, Монголія. Територія 4,2 тис. км², населення 1,5 тис. Центр сомону Алтай розташований на відстані 1067 км від Улан-Батора, 254 км. від міста Уліастай. Межує з Російською Федерацією.

## Рельєф
Гори Улаанхад (2310 м), Тувд (1781 м.).

## Клімат
Різкоконтинентальний клімат. Середня температура січня -32 градуси, липня +17 градусів.

## Адміністративний поділ
Складається з багів Жавхлан, Хачиг, Бужир, Зайгам.

## Економіка
Поклади залізної та мідної руди, плавикового шпату. Близько 100 тисяч голів худоби (2007 р.)

## Тваринний світ
Водяться рисі, вовки, лисиці, ведмеді, кішки-манули.

## Соціальна сфера
Є школа, лікарня, культурний та торговельно-обслуговуючий центр, деревообробний та кормовий цехи. Метеостанція.